# Madinat ash Shamal
Madinat ash Shamal (in arabo: الشمال, "città del nord") è una municipalità del Qatar di 7 975 abitanti con capoluogo Madinat ash Shamal, una delle principali città in Qatar .

## Geografia
L'isolotto di Ras Rakan è all'interno della giurisdizione di Madinat ash Shamal, che occupa il territorio punto più a nord della penisola del Qatar, e come tale è circondata dal Golfo Persico in tutte le direzioni tranne che a sud, dove confina con la municipalità di Al Khor.
Al Zubarah, oggi disabitata, è stato il porto più importante del medioriente e importante città mercantile del Golfo Persico del XVIII e XIX secolo.
Con la scoperta del petrolio, la maggior parte della popolazione di Al Shamal si è spostata verso la capitale Doha
.

## Geografia antropica
- Abu Dhalouf
- Ain Mohammed
- Ain Sinan
- Al `Arish
- Al-Gamashiya
- Al Ghariyah
- Al-Judhe'
- Al Khuwayr
- Al Mafjar
- Al-Mourouna
- Al-Naaman
- Al Shamal City
- Ar Ru'ays
- Freiha
- Fuwayrit
- Jebel Jassassiyeh
- Madinat Al Kaaban
- Umm Jassim
- Umm Al Maa
- Zubarah

### Zone di censimento
La popolazione delle seguenti zone sono stati registrate nel censimento del 2010:
| Zone                                 | Area (km²) | Popolazione (2010) |
| ------------------------------------ | ---------- | ------------------ |
| Abu Dhalouf Zubarah                  | 427,2      | 1.009              |
| Ain Sinan Madinat Al Kaaban Fuwayrit | 307,3      | 1.970              |
| Al Shamal City Ar Ru'ays             | 166,6      | 4.996              |
| Municipality                         | 901,1      | 7.975              |